# Nino Bule
Nino Bule (n. 19 martie 1976, Čapljina, Federația Bosniei și Herțegovinei, Bosnia și Herțegovina) este un fost fotbalist croat.
Între 1999 și 2004, Bule a jucat 3 meciuri pentru echipa națională a Croației.

## Statistici
| Croația | Croația | Croația |
| An      | Meciuri | Goluri  |
| ------- | ------- | ------- |
| 1999    | 1       | 0       |
| 2000    | 0       | 0       |
| 2001    | 0       | 0       |
| 2002    | 1       | 0       |
| 2003    | 0       | 0       |
| 2004    | 1       | 0       |
| Total   | 3       | 0       |